# Gonggong (plutoid)
(225088) Gonggong (v české transkripci čínšiny Kung-kung, předběžným označením 2007 OR10; symbol: ) je velké transneptunické těleso, které obíhá v Kuiperově pásu. Má rozměry asi 1500×1250 km. Patří mezi největší objekty za drahou Neptunu – je o něco menší než trpasličí planety Pluto, Eris a Haumea a zhruba srovnatelný s Makemakem. Kolem Slunce oběhne jednou za 547 roků ve vzdálenosti 33 až 101 AU. Kolem své osy se otočí jednou za 45 hodin. 
Byl objeven v červenci roku 2007. Nejblíže Slunci, tedy v perihéliu, se dle výpočtů nacházel v roce 1857, největší vzdálenosti (afélia) dosáhne asi roku 2130. V současnosti je klasifikován jako planetka, je však zmiňován mezi kandidáty na status trpasličí planety. Podle současných výpočtů (2018) by šlo o 5. největší známou trpasličí planetu.
Pojmenován byl podle Kung-kunga (共工), čínského vodního božstva s lidskou hlavou, červenými vlasy a hadím tělem. Jméno bylo zvoleno s ohledem na červenavé zbarvení planetky a přítomnost vodního ledu.
Gonggong má i svůj měsíc s průměrem asi 300 km, pojmenovaný Xiangliu podle devítihlavého hadího netvora a Kung-kungova služebníka jménem Siang-liou (相柳)

## Odkazy

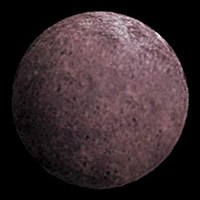
Planetka Gonggong v představách umělce